# Kristus Frälsarens katedral, Kaliningrad
Kristus Frälsarens katedral (ryska: Храм Христа Спасителя; translitteration: Khram Khrista Spasitelja; kyrkslaviska: Хра́мъ Хрїста̀ Спаси́телѧ) är en rysk-ortodox katedral belägen vid Segertorget, i staden Kaliningrad (tidigare Königsberg), i Ryssland. 
Katedralen är helgad åt Jesus Kristus och tillhör det rysk-ortodoxa stiftet Kaliningrads stift. Den är den största kyrkan i Kaliningrad oblast och är den dominerande byggnaden i centrala Kaliningrad.

## Historik
Kristus Frälsarens katedral i Kaliningrad ritades av Oleg Kopjlov i en förenklad och moderniserad variant av den rysk-bysantinska stilen, som var populär i Tsarryssland. Den blev klar den 10 september 2006.

## Katedralen
Katedralen är 70 meter hög.

## Övrigt
I närheten finns ett litet kapell i trä.

## Bilder

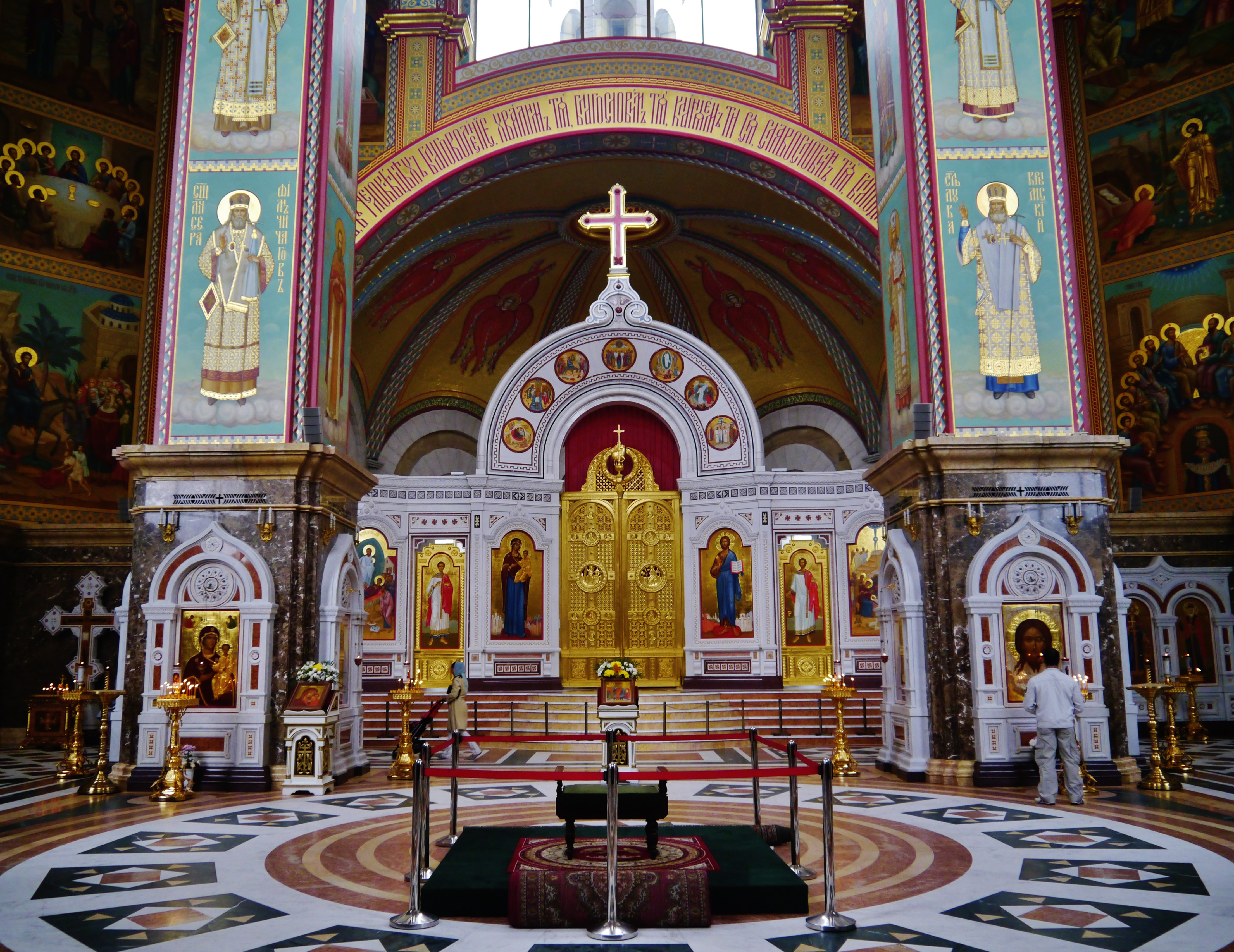
Interiör och ikonostasen.
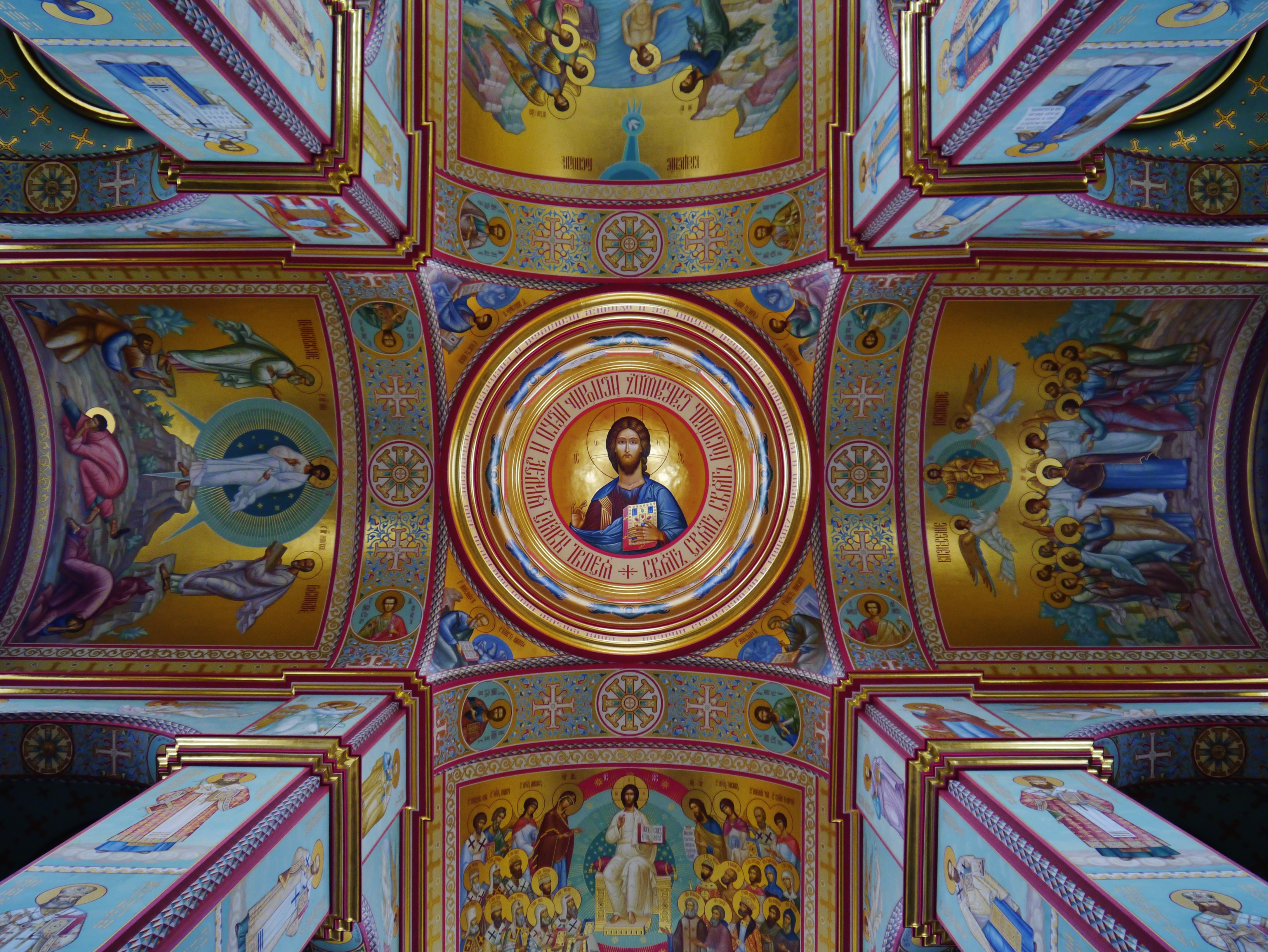
Takmålningar.
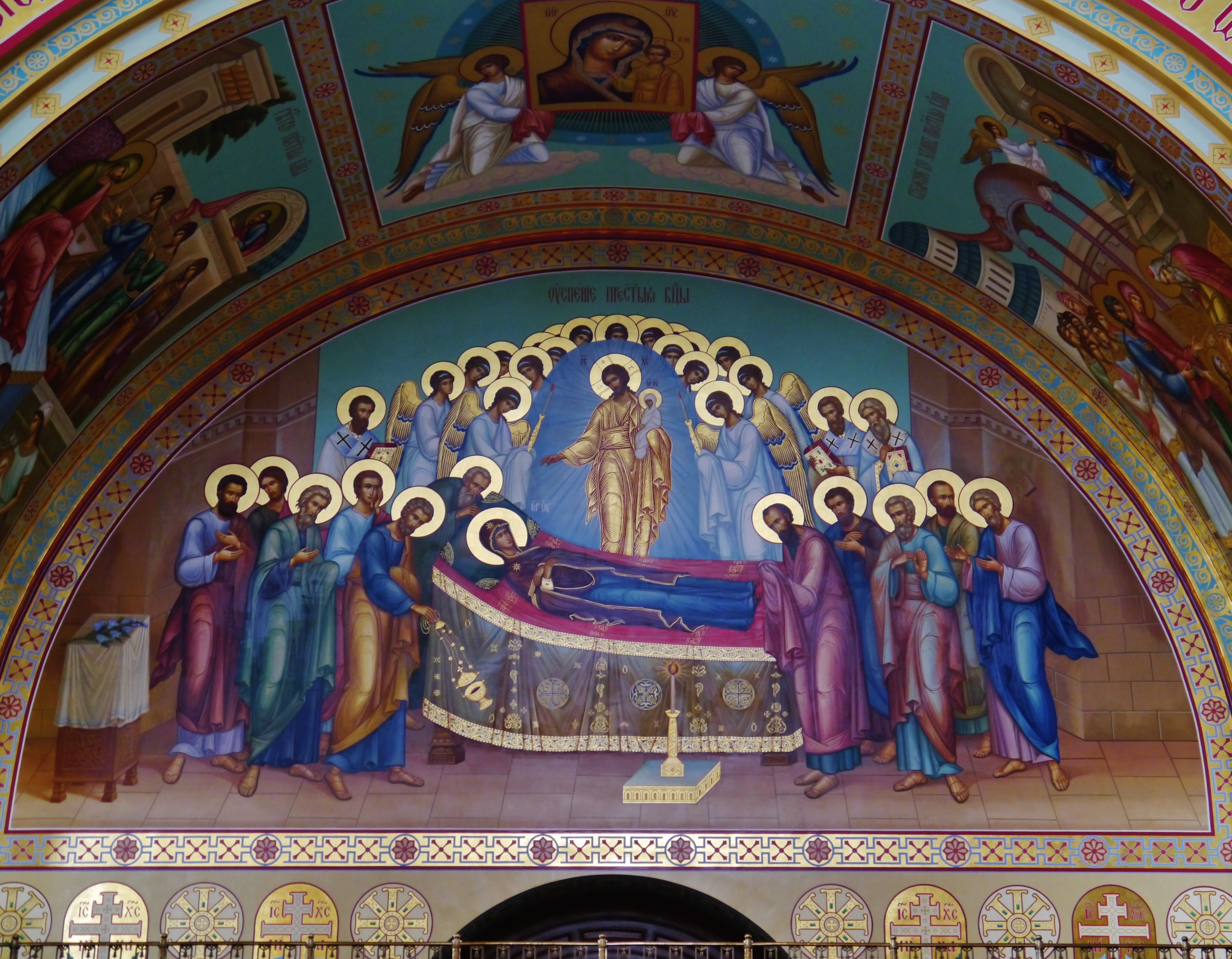
Väggmålning.
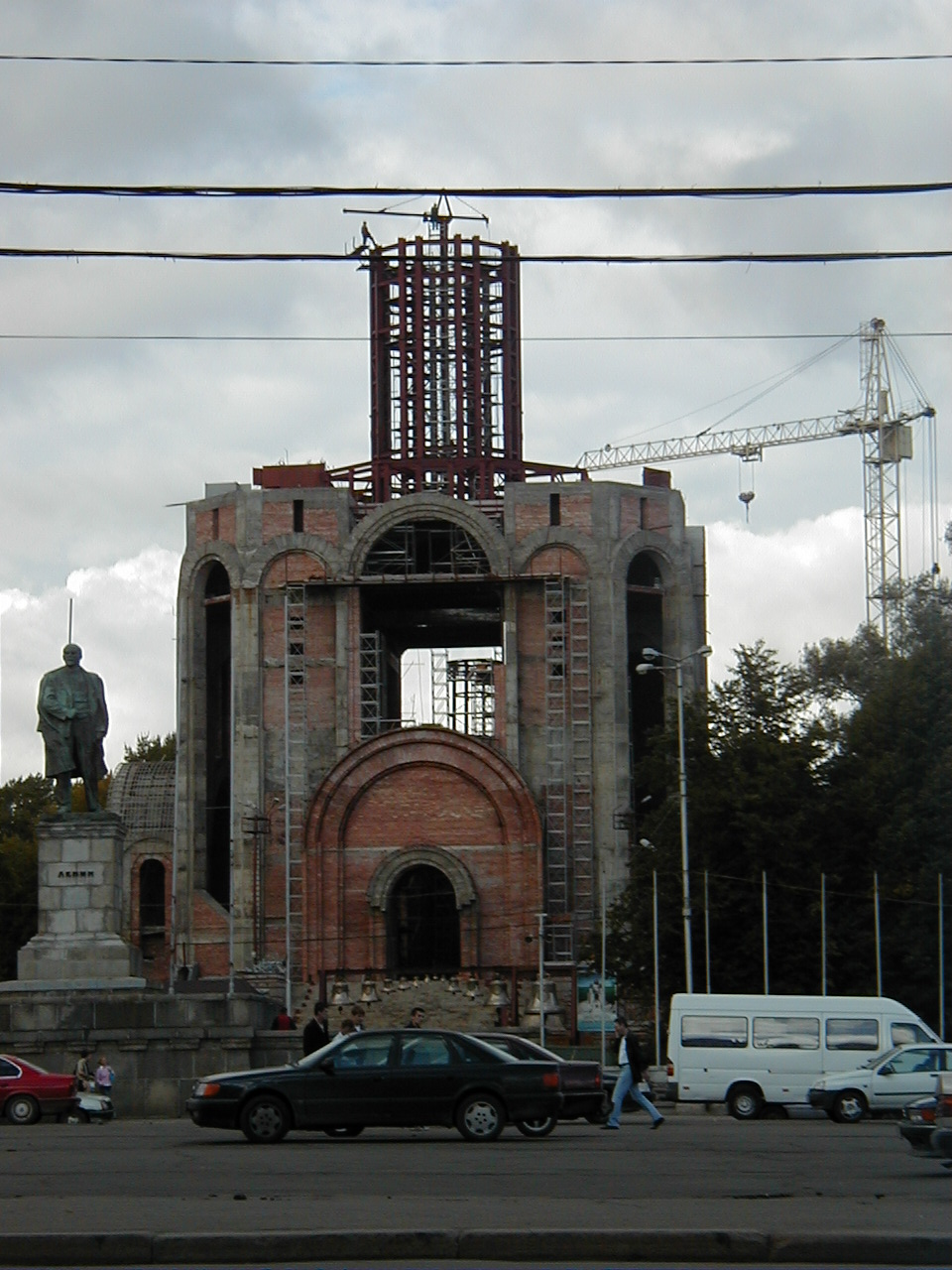
En bild från 2004 när katedralen byggdes.